# 삼척우체국
삼척우체국(三陟郵遞局)은 삼척 지역의 우편업무 및 우체국예금보험 업무를 수행하는 강원지방우정청 소속 우체국이다. 강원특별자치도 삼척시 진주로 36(남양동)에 있다.

## 연혁
- 1895년 6월 25일: 삼척임시우체소 개소(우편업무 개시)
- 1949년 11월 22일: 삼척우체국으로 개칭
- 1987년 12월 31일: 삼척우체국 청사 신축(지하1층 지상3층)
- 2001년 7월 1일: 삼척가곡우체국, 노곡우체국 폐국[1]
- 2001년 7월 2일: 삼척가곡우편취급소, 삼척노곡우편취급소 개국[2]
- 2001년 9월 1일: 삼척우체국 2층 집배실 증축
- 2006년 5월 1일: 삼척대학교우체국을 삼척강원대학교우체국으로 명칭 변경[3]
- 2011년 12월 26일: 삼척우체국 1층 소포발착장 증축
- 2013년 1월 31일: 삼척역전우편취급국, 삼척장호우편취급국 폐국[4]
- 2014년 7월 4일: 삼척강원대학교우체국 폐국[5]
- 2014년 7월 7일: 삼척강원대학교우편취급국 설치[5]
- 2014년 10월 31일: 삼척흥전우편취급국 위탁계약 해지 및 폐국[6]
- 2015년 7월 1일: 서기관국 승격
- 2016년 3월 31일: 삼척가곡우편취급국 위탁계약 해지[7]
- 2016년 4월 1일: 삼척가곡우편취급국 재개국[7]

## 관할 우체국
| 우체국명                 | 사진 | 주소                                        | 비고                                                              |
| ------------------------ | ---- | ------------------------------------------- | ----------------------------------------------------------------- |
| 근덕우체국               |      | 강원특별자치도 삼척시 근덕면 삼척로 3621    |                                                                   |
| 노곡우체국               |      | 강원도 삼척시 노곡면 하월산리 145-5         | 2001년 7월 1일 폐국                                               |
| 도계우체국               |      | 강원특별자치도 삼척시 도계읍 도계로 316     |                                                                   |
| 미로우체국               |      | 강원특별자치도 삼척시 미로면 적병길 36      |                                                                   |
| 삼척가곡우체국           |      | 강원도 삼척시 가곡면 오저리 47              | 2001년 7월 1일 폐국                                               |
| 삼척가곡우편취급국       |      | 강원특별자치도 삼척시 가곡면 가곡천로 1473  | 2001년 7월 2일 신설                                               |
| 삼척강원대학교우체국     |      | 강원도 삼척시 중앙로 346(교동)              | 2006년 5월 1일 삼척대학교우체국에서 명칭 변경 2014년 7월 4일 폐국 |
| 삼척강원대학교우편취급국 |      | 강원특별자치도 삼척시 중앙로 346(교동)      | 2014년 7월 7일 신설                                               |
| 삼척교동우편취급국       |      | 강원특별자치도 삼척시 정상동 정상안길 76    |                                                                   |
| 삼척노곡우편취급소       |      | 강원도 삼척시 노곡면 하월산리 145           | 2001년 7월 2일 신설                                               |
| 삼척역전우편취급국       |      | 강원도 삼척시 중앙로 46                     | 2013년 1월 31일 폐국                                              |
| 삼척장호우편취급국       |      | 강원도 삼척시 근덕면 장호리 198-3           | 2013년 1월 31일 폐국                                              |
| 삼척정라동우체국         |      | 강원특별자치도 삼척시 새천년도로 23(정상동) |                                                                   |
| 삼척흥전우편취급국       |      | 강원도 삼척시 도계읍 도계로 224             | 2014년 10월 31일 폐국                                             |
| 임원우체국               |      | 강원특별자치도 삼척시 원덕읍 임원본촌길 23  |                                                                   |
| 하장우체국               |      | 강원특별자치도 삼척시 하장면 하장길 54      |                                                                   |
| 호산우체국               |      | 강원특별자치도 삼척시 원덕읍 삼척로 449     |                                                                   |

## 조직
- 우편물류과
- 영업과
- 경영지도실